# یاژانبکووو
یاژانبکووو (به لاتین: Jarząbkowo) یک روستا در لهستان است که در گمینا نگخانووو واقع شده‌است.